# 戒
戒（かい、梵: śīla, 巴: sīla）とは、仏教の信徒が守るべき行動規範。仏教徒が守るべき、自分を律する内面的な道徳規範である。
サンスクリットの原語は śīla(シーラ) であり、その語義は、行為、習慣、性格、道徳、敬虔など。尸羅と音写する。

## 概要
定・慧とともに仏教の三学の一つに数えて戒学ともいう。仏教における大前提とも言える仏・法・僧の三宝への帰依を、「三帰依戒」として、広い意味での戒と捉える考え方もある。
戒は、犯した場合でも処罰の規定を伴わない。そのため、戒の特徴は自発的な努力に待つことであるという。戒は一般には三蔵の中の律蔵に説かれているとされる。
部派仏教では、在家・出家の違いと男女の違いに応じて、五戒・八戒（八斎戒）・十戒・具足戒がある。大乗仏教では、その4つを全て声聞戒と呼び、それとは別に菩薩戒（大乗戒）があるとする。
「持戒」（じかい）とは生活習慣を整える事をいう。

## 宗派において
本来の仏教の伝統では、在家信徒は五戒・八齋戒、見習い出家者（沙弥・沙弥尼）は十戒、出家修行者（比丘・比丘尼）は波羅提木叉（別解脱戒、具足戒）を遵守した。この波羅提木叉（別解脱戒、具足戒）は、下述する「律」のことなので、出家修行者（比丘・比丘尼）においては、「戒」と「律」は同じ内容になる。それゆえに、「戒律」とひとまとめに総称されることにもなった。
大乗仏教においては、教派・宗派によってその扱いは様々である。まず、利他行・菩薩行を内容とする大乗仏教独自の戒律（大乗戒）は、本来は部派仏教でも採用する律に更に重ねて守られるべきものである。東アジアでは四大広律の中でも主に（法蔵部に由来する）四分律が用いられ、一部に真言宗のように（説一切有部に由来する）十誦律が重視された宗派もある。
日本仏教の諸派（特に南都仏教以外の諸派）では最澄の大乗戒壇説によってこうした四分律・十誦律が棄てられ、それらの上に載っていた大乗戒のみが残されるという特異な歴史的経緯を辿った。大乗戒については、チベット仏教のようにインド仏教以来の伝統的な戒律の瑜伽師地論系「菩薩戒」や、「三昧耶戒」を継承する場合もあれば、中国仏教や、日本においては律宗をはじめとする他の宗派のように、梵網経系「菩薩戒」（三聚浄戒・十重禁戒・四十八軽戒）や、日本密教独自の三昧耶戒などを用いたりする場合もある。
戒を守ること（「持戒」）は、大乗仏教の菩薩においては、六波羅蜜のひとつ「持戒波羅蜜」である。

## 種類

### 五戒・八斎戒
仏教の在家信徒（優婆塞・優婆夷）は、以下の五戒が課される。
- 不殺生戒（ふせっしょうかい） - 殺生をしない
- 不偸盗戒（ふちゅうとうかい） - 盗みをしない
- 不邪婬戒（ふじゃいんかい） - 不倫などの道徳に反する性行為をしない
- 不妄語戒（ふもうごかい） - 嘘をつかない
- 不飲酒戒（ふおんじゅかい） - 酒を飲まない

また、毎月の六斎日には、上記の五戒に代えて、八斎戒を課されることになる。

### 十戒
仏教の見習い僧（沙弥・沙弥尼）には、以下の十戒が課される。
- 不殺生戒（ふせっしょうかい）
- 不偸盗戒（ふちゅうとうかい）
- 不婬戒（ふいんかい） - 性行為をしない
- 不妄語戒（ふもうごかい）
- 不飲酒戒（ふおんじゅかい）
- 不塗飾香鬘戒（ふずじきこうまんかい） - 身体を飾らない
- 不歌舞観聴戒（ふかぶかんちょうかい） - 歌舞を観聴きしない
- 不坐高広大牀戒（ふざこうこうだいしょうかい） - 高広な寝台を用いない
- 不非時食戒（ふひじじきかい） - 午後から翌朝日の出まで、食事をしない
- 不蓄金銀宝戒（ふちくこんごんほうかい） - 蓄財をしない

### 具足戒
正式に僧伽（僧団）の一員としての出家者（比丘・比丘尼）になるためには、具足戒（波羅提木叉）を授けられる必要がある。
これは200-300程度の僧団規則の集成であり、「律」（Vinaya）の中核を成すものである。したがって、出家者（比丘・比丘尼）にとっては、「戒」と「律」は同義となる。それゆえ、「戒律」という表現も生まれた。
「戒・定・慧」の「三学」の筆頭であり、こうして戒を守ること（持戒）から、修行は始まる。
毎月2回、布薩にて抵触していないか確認される。